# 幸楽ラーメン
幸楽ラーメン（こうらくラーメン）とは、かつてサンヨー食品、および日清食品冷凍から発売されていたラーメンのシリーズで、2004年から2006年頃まで発売されていた。また、2011年から2012年まで渡鬼全シリーズ放送終了を記念して日清食品冷凍（日清ブランド）から「渡る世間は鬼ばかり 幸楽ラーメン」の冷凍タイプ麺を期間限定で発売していた。
正式名称は「渡る世間は鬼ばかり 幸楽ラーメン」（わたるせけんはおにばかり こうらくらーめん）。

## 概要
幸楽ラーメンは、TBS（現・TBSテレビ）のテレビドラマ「渡る世間は鬼ばかり」の舞台となっている中華料理店「幸楽」のラーメンとして、サンヨー食品が2004年（平成16年）4月5日より発売した（後に幸楽焼そばもシリーズに追加）。
サンヨー食品は、これまで「サッポロ一番」ブランドを展開しており、幸楽ラーメンも「サッポロ一番」ブランドのネーミングがついていた。
製作段階より、同番組のプロデューサーである石井ふく子も参加していた。
売上げは発売当初から伸ばし、発売年の2004年のみで売上高が120億を記録し、年間30～50億円売りあげればヒットと言われる業界において大ヒットを記録した。
同番組の出演者であった藤岡琢也が、発売元であるサンヨー食品の「サッポロ一番」シリーズのCMに長年出演している縁とされる。
テレビCMにおいては、版権上の問題かおなじみのテーマ曲そのものではなく、メロディを意図的に似せた「渡る世間は鬼ばかりのテーマ風」の曲を使用した。
また、姉妹品として同番組で藤岡が扮する「岡倉大吉」が店主をつとめるお食事処「おかくら」の商品をイメージにした和風カップめんシリーズ「おかくら」シリーズ（きつねうどん、えび天ぷらそば他）を発売し、こちらも2006年頃まで発売していた。
2011年（平成23年）7月には渡鬼全シリーズ放送終了を記念して日清食品冷凍（日清ブランド）から「渡る世間は鬼ばかり 幸楽ラーメン」の冷凍タイプ麺を期間限定で発売した。
名前や業種が非常に似ている幸楽苑とは一切関係ない。

## 種類

### 袋めんタイプ
- 醤油味
- タンメン

### カップタイプ（レギュラー、フライ麺）
- 醤油味
- タンメン
- 味噌味
- ソース焼そば

### カップタイプ（大判、ノンフライ麺、焼そばフライ麺）
- 特製醤油味
- 特製五目タンメン
- 特製担々麺
- 特製味噌味
- 特製ソース焼そば（レギュラー版と違い具材に豚肉が入り、中華スープが付く。麺は10g増量（レギュラーに対して））

### チルドめんタイプ
- 醤油味
- タンメン

（チルドめんタイプは、関東、甲信越、東海、近畿地区にて発売されていた）

### 冷凍チルドめんタイプ
- 醤油味

（このシリーズに限り日清食品冷凍が製造・販売を担当した）